# TRUST/A confession of TOKIO
《TRUST/A confession of TOKIO》是日本女性創作歌手奧井雅美的個人總計第31張單曲。2005年5月11日由evolution（現在改名Dwango User Entertainment）發行。

## 解說
同名標題曲「TRUST」是2005年4月至6月在BS-i播出的電視動畫《我的主人》選用的片頭主題曲，也是奧井她自從2001年發行的個人第26張單曲《Shuffle》以來，睽違4年再次被選為動畫主題歌曲的單曲、及唱片公司「evolution」設立以來的第2彈單曲。後來，以Session Mix形式收錄在奧井她的個人第11張專輯《God Speed》裡。
至於B面歌曲「A confession of TOKIO」被電子遊戲公司dwango（niconico動畫的母公司）選為「Anime Romics」的廣告歌曲。後來，以TRANCE MIX形式收錄在奧井她的個人第10張專輯《Dragonfly》裡。

## 收錄歌曲
所有歌曲由奧井雅美作詞，Monta編曲。
1. TRUST
  - 作曲：奧井雅美、編曲：長岡成貢（日语：長岡成貢）
  - BS-i電視動畫《我的主人》片頭主題曲
2. A confession of TOKIO
  - 作曲：上杉洋史（日语：上杉洋史），編曲：鈴木‘Daichi’秀行（日语：鈴木Daichi秀行）
  - dwango「Anime Romics」廣告歌曲
3. TRUST（instrumental）
4. A confession of TOKIO（instrumental）